# Martelli (singolo)
Martelli è un singolo del cantautore italiano Gazzelle, pubblicato il 23 febbraio 2018 e successivamente inserito nella versione deluxe Megasuperbattito.

## Descrizione
Il brano è stato prodotto e missato da Federico Nardelli.
Gazzelle, ha pubblicato anche la clip relativa all’ultimo brano Martelli. Il video è la storia di un’amicizia viziosa tra due ragazzi e una ragazza, interpretati da Dharma Mangia Woods, Tano Caruso e Lorenzo Baroni – un threesome amoroso stile "lei/lui/l'altro" – in cui questo equilibrio è rotto da un estraneo durante il concerto di Gazzelle e da una folle corsa finale.

## Video musicale
Il videoclip, diretto da Daniel Bedusa e Danilo Bubani, è stato pubblicato il 25 febbraio 2018 attraverso il canale YouTube della Maciste Dischi.

## Tracce
1. Martelli – 3:00

## Classifiche
| Classifica (2018) | Posizione |
| ----------------- | --------- |
| Italia            | 60        |